# Ann Rae
Ann Rae, född 1788 i Aberdeen i Skottland, död 15 mars 1860 i Abbotsford i Lower Canada, var en kanadensisk skolledare och författare (poet). Hon grundade och drev en flickpension i Montreal 1816–1820. Hennes flickskola tillhörde de första i Kanada, där man förut hade förlitat sig på klosterskolor för flickors utbildning. Hon utgav flera böcker i utbildningsfrågor.

## Biografi
Ann Rae var dotter till köpmannen John Rae och Margaret Cuthbert, syster till ekonomen John Rae och gift 1810 med köpmannen James Innes Knight (d. 1816) och 1820 med köpmannen James Fleming; genom sin andre make var hon svägerska till författaren John Fleming.
Ann Rae utbildades hemma av en guvernant. Hon besökte Kanada 1811–1812 och emigrerade permanent till Montreal med sin make och två barn år 1815. Hennes dikter är den första engelskspråkiga poesi publicerad av en kvinna i Kanada.
Efter sin makes död öppnade hon en flickpension på Rue Saint-Vincent i Montreal. Skolan erbjöd undervisning i “plain and fancy Needle Work, the English language, writing, arithmetic, geography and drawing” till borgardöttrar i staden. Kanada, som tidigare varit en fransk koloni, hade förut bara erbjudit klosterskola åt flickor och hennes skola var innovativ för sin plats, även om den var typisk för de flickskolor som då var vanliga i det protestantiska Europa. Hon var framgångsrik då hon 1817 kunde hyra ett större hus på samma gata och anställa en brittisk lärare i historia, musik och dans. Hon stängde skolan efter sitt giftermål.
Under 1830-talet drev hon dock en ny flickskola på Rue Saint-Jacques. Hon utgav flera böcker i pedagogik för barn, särskilt med tonvikt på grammatik. 

## Verk
- Home, dikter, 1815
- A year in Canada, dikter, 1816
- First book for Canadian children, lärobok i pedagogik, 1840-talet
- Views of Canadian scenery for Canadian children, lärobok i pedagogik, 1840-talet
- The prompter, lärobok i pedagogik, 1840-talet
- Progressive exercises on the English language, lärobok i pedagogik, 1840-talet